# 메르세데스-벤츠 스타디움

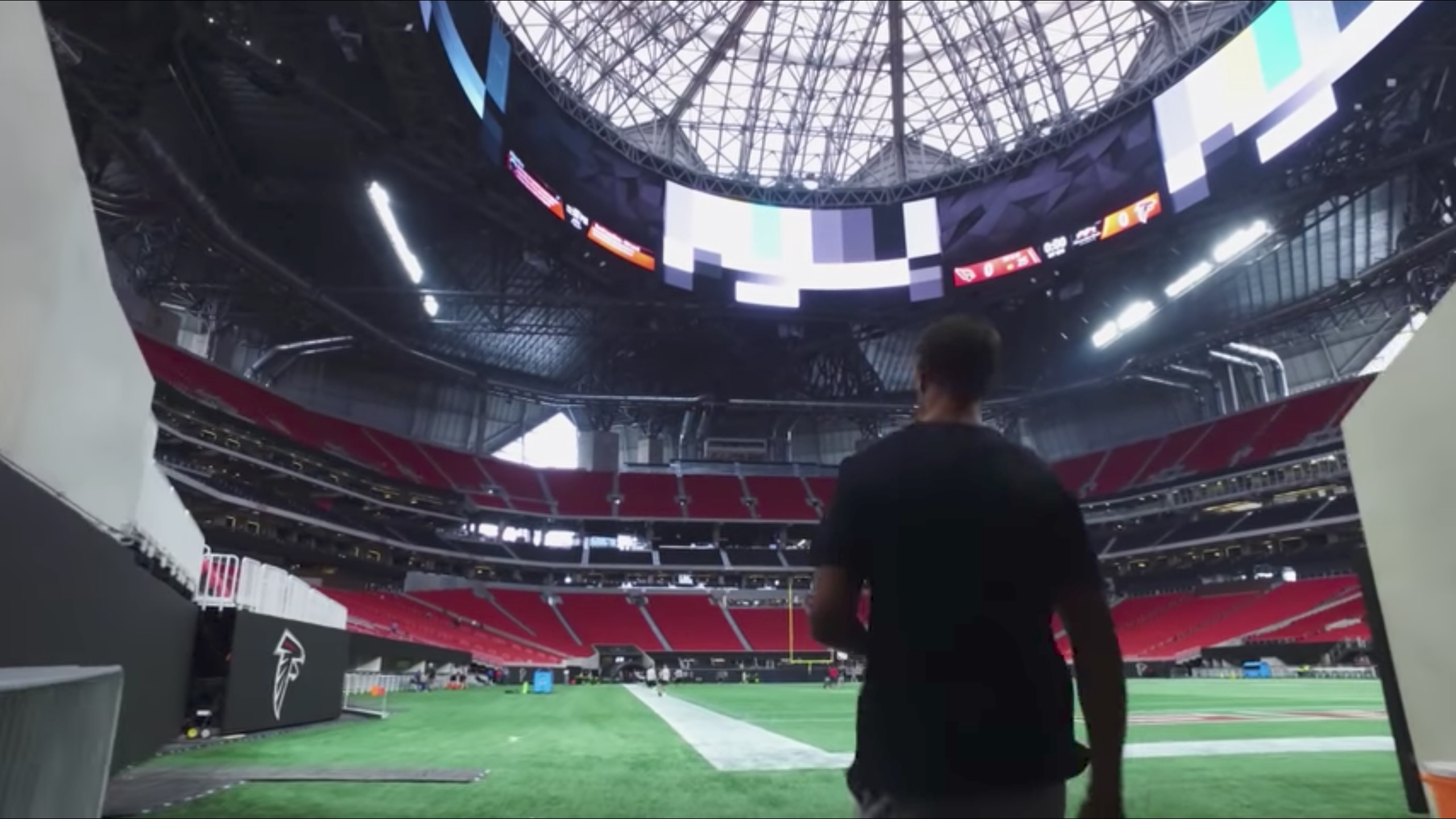
메르세데스-벤츠 스타디움 내부

메르세데스-벤츠 스타디움(Mercedes-Benz Stadium)은 미국 조지아주 애틀랜타에 위치한 2017년 8월에 개장한 다목적 개폐식 돔 경기장이다. NFL 애틀랜타 팰컨스와 MLS 애틀랜타 유나이티드 FC의 홈 경기장으로 사용하고 있다.
| MLS 올스타전 개최 경기장 |                                 |                       |
| 2017년                   | 2018년 메르세데스-벤츠 스타디움 | 2019년                |
| 솔저 필드                | 2018년 메르세데스-벤츠 스타디움 | 익스플로리아 스타디움 |
|                          |                                 |                       |
|                          |                                 |                       |

## 같이 보기
- 트루이스트 파크